# Star Wars: Republic Commando
Star Wars: Republic Commando é um jogo eletrônico do gênero Tiro tático e tiro em primeira pessoa, situado no universo de Star Wars, lançado nos EUA em 1 de março de 2005. Foi desenvolvido e publicado pela Lucas Arts para as plataformas Microsoft Windows e Xbox. O jogo usa o motor da Epic Games além da Unreal Engine. A partir de 19 de abril de 2007 o jogo passou a ser compatível com Xbox 360, num patch para download. Republic Commando recebeu críticas boas geralmente com queixas na sua maioria menores. Diz-se de dar aos jogadores a mais agradável experiência de Star Wars, apesar da sua falta de Jedi. As queixas referem-se principalmente a sua campanha curta, além da experiência mediana do multiplayer.